# Paecilaema bifurca
Paecilaema bifurca is een hooiwagen uit de familie Cosmetidae.